# 27374 Yim
27374 Yim este un asteroid din centura principală de asteroizi.

## Descriere
27374 Yim este un asteroid din centura principală de asteroizi. A fost descoperit pe 9 martie 2000 la Socorro, New Mexico, în cadrul proiectului LINEAR. Asteroidul prezintă o orbită caracterizată de o semiaxă mare de 2,84 ua, o excentricitate de 0,07 și o înclinație de 1,8° în raport cu ecliptica.